# Lavta
La lavta è uno strumento cordofono  a corde pizzicate originario di Istanbul, in Turchia.

## Descrizione
La lavta possiede una piccola cassa composta da molte doghe di legno assemblate usando la tecnica di curvatura del legno detta a caravella ("carvel bending" in inglese); lo strumento assomiglia quindi a un piccolo oud (turco); esso ha corde di budello come un oud ma solo 7 corde accordabili ripartite in 4 ordini: A dd gg c'c' (come l'oud) o talvolta A dd aa d'd' (a intervalli di 5° come il laouto ma anche di 4°); esso viene anche accordato secondo l'accordatura turca Bolahenk in Do Sol Re La, che è il diapason Sol Re La Mi. I tasti regolabili sono frammenti di budello legati alla tastiera, a intervalli microtonali del sistema makam, una differenza significativa sia rispetto all'oud (che è senza tasti) sia rispetto ai 12 tasti all'ottava del laouto, rendendo la sua tastiera più affine a quella di strumenti come il tanbur. Il ponte di solito ha estremità a forma di baffi. La tastiera è a filo con la tavola armonica, che è spesso non verniciata, e ha una rosetta intagliata e intarsiata. Alcuni lavta hanno un piolo come l'oud (inclinato verso il basso), altri più come una chitarra (o come un bouzouki o un laouto greco). I pioli per l'accordatura hanno la forma di quelli del violino, con 3 sul lato destro e 4 sul lato sinistro della testa di accordatura aperta.
La tecnica della mano destra è simile a quella di un oud, con un plettro lungo e sottile.

## Storia
Conosciuta come lavuta (լավութա) in armeno, a volte anche chiamata Politiko Laouto ("liuto di Costantinopoli") in greco, è stato uno strumento popolare all'inizio del XX secolo, in particolare tra le comunità greca e armena di Istanbul, ma anche presso la comunità turca. Esso era uno dei tanti strumenti suonati dal famoso musicista turco Tanburi Cemil Bey. Essa fu gradualmente sostituita dall'oud e scomparve intorno al 1930. Dagli anni '80 c'è stato un risveglio di interesse per questo strumento, e ora si può ritrovare la lavta sia in Turchia che in Grecia.